# Payá Hermanos
Payá Hermanos(日本語:Payá兄弟社)とは、かつてスペインにあった玩具会社。

## 概要
1905年にブリキ職人のRafael PAYÁ達によって設立され、ブリキ製玩具を製造する。スペインの玩具メーカーで玩具に謄写版印刷を導入したのは同社が初めてだった。スペインは第一次世界大戦には参戦せず、中立を保ち、ドイツ製やフランス製、イギリス製の玩具が輸入されなかったので国内の市場を事実上独占出来た。1920年以降は大戦で疲弊した他国の玩具産業を尻目に生産を拡大してアメリカ等に輸出を伸ばした。
1930年代初頭には500人近い従業員を雇用してスペインで最大級の玩具メーカーだった。1936年にスペイン内戦が勃発すると工場は国有化され、玩具類の生産は中止され、工場は薬莢の生産のために転換された。1939年に内戦が終結すると玩具の生産を再開したものの資金難により、新製品の市場への投入が出来ず、内戦前の製品の製造を継続した。1944年にはスペイン国鉄の車軸配置2-10-2の蒸気機関車を急曲線を通過できるように2-6-2にデフォルメしたSanta Feを生産した。この製品は発売当初は黒色のみだったが、後に実物にはない塗装のバリエーションが加えられ同社の看板商品になった。1944年以降は駅、信号機、橋梁、クレーン等が製品化された。駅は購入者が自分で組み立てる仕様で、各部品が個別に販売されたので組み合わせることにより多様な情景を再現できた。1940年代にはこれまでの謄写版印刷をやめて塗装に転換した。1948年にはSゲージの生産に参入した。同時期にOOゲージの製品も生産した。1959年から1960年にかけてSゲージの製品からHOゲージに転換した。1950年代以降はHOゲージが製品の主流だったが、Oゲージの生産も継続した。Oゲージの生産は欧州で量産品のOゲージの生産が衰退した後も継続された。当初、HOゲージの製品は直流2線式だったが、メルクリンの製品と互換性を持たせるために交流3線式に転換した。
1980年代に経営危機に陥り、1984年に経営者が代わり、以後は2009年まで収集家向けに過去の製品を復刻生産した。

## 製品
1984年に経営者が変わってからは収集家向けに1920年代から1930年代のブリキ製の玩具を復刻して製造、販売している。
製品は古色蒼然としたものだが、それが収集家の人気を博し、今尚、根強い人気がある。古い製品に使用されている素材が劣悪なため、鉄道模型の車輪が脆かったり、鍍金の品質が低いことが報告されている。